# Richard Eastham
Richard Eastham, pseudonimo di Dickinson Swift Eastham (Opelousas, 22 giugno 1916 – Pacific Palisades, 10 luglio 2005), è stato un attore statunitense.

## Biografia
Figlio di Ernest K. Eastham, il suo nome venne scelto in onore di Helen Dickinson Swift, la madre di uno dei compagni di studi del padre. Dopo gli studi alla Soldan High School e all'Università Washington a Saint Louis, combatte durante la seconda guerra mondiale nella United States Army. Nel dopoguerra, approdato a Broadway diventa allievo di Ezio Pinza, che lo fa debuttare nel musical South Pacific rimpiazzandolo sul palcoscenico come baritono dalla voce profonda. Le sue performance da cantante e attore, molto apprezzate, gli valsero il passaggio al ruolo principale nei due anni di tournée che lo spettacolo ebbe negli Stati Uniti. Più avanti, nel 1965, Eastham e Janet Blair intrapresero un'altra tournée di South Pacific. Altri lavori recitati sulle scene furono Medea e Call Me Madam.
Sul grande schermo prese parte soltanto a nove film nell'arco di un ventennio. In televisione raggiunse la popolarità impersonando il ruolo di Harris Claibourne nella serie Tombstone Territory (1957–58) e in seguito apparve in numerose altre serie, tra le quali Perry Mason, Bright Promise, dove interpretò Red Wilson, Bonanza, Le strade di San Francisco, Wonder Woman, dove fu il generale Phil Blankenship, Quincy e le soap opera Falcon Crest e Dynasty.
Sposato dal 1942 con Betty Jean Van Allen, una sua compagna di scuola (unione durata per sessant'anni fino alla scomparsa di lei nel 2002), Eastham muore nel luglio del 2005, all'età di 89 anni, a causa della malattia di Alzheimer. Venne sepolto all'Oak Grove Cemetery di Bel-Nor, nel Missouri.

## Filmografia

### Cinema
- Follie dell'anno (There's No Business Like Show Business), regia di Walter Lang (1954)
- Tormento di un'anima (Man on Fire), regia di Ranald MacDougall (1957)
- Toby Tyler (Toby Tyler, or Ten Weeks with a Circus), regia di Charles Barton (1960)
- F.B.I. - Operazione gatto (That Darn Cat!), regia di Robert Stevenson (1965)
- Due assi nella manica (Not with My Wife, You Don't!), regia di Norman Panama (1966)
- Matt Helm... non perdona! (Murderer's Row), regia di Henry Levin (1966)
- Tom Sawyer, regia di Don Taylor (1973)
- Anno 2670 - Ultimo atto (Battle for the Planet of the Apes), regia di Jack Lee Thompson (1973)
- È una sporca faccenda, tenente Parker! (McQ), regia di John Sturges (1974)

### Televisione
- Max Liebman Spectaculars – serie TV, un episodio (1955)
- Men of Annapolis – serie TV, episodi 1x01-1x31 (1956-1957)
- Tombstone Territory – serie TV, 91 episodi (1957-1960)
- I racconti del West (Dick Powell's Zane Grey Theater) – serie TV, un episodio (1960)
- The Aquanauts – serie TV, episodio 1x07 (1960)
- Bat Masterson – serie TV, un episodio (1961)
- The Barbara Stanwyck Show – serie TV, un episodio (1961)
- King of Diamonds – serie TV, un episodio (1961)
- Perry Mason – serie TV, 4 episodi (1961-1965)
- Ensign O'Toole – serie TV, episodio 1x12 (1962)
- Ripcord – serie TV, episodio 2x11 (1962)
- Fred Astaire (Alcoa Premiere) – serie TV, un episodio (1963)
- Gli invasori (The Invaders) – serie TV, un episodio (1967)
- Cowboy in Africa – serie TV, un episodio (1967)
- Bonanza – serie TV, 2 episodi (1967-1973)
- F.B.I. (The F.B.I.) – serie TV, 2 episodi (1968-1971)
- The Bill Cosby Show – serie TV, un episodio (1969)
- The Survivors – serie TV, un episodio (1969)
- Bright Promise – serie TV, 15 episodi (1969-1970)
- Mod Squad, i ragazzi di Greer (The Mod Squad) – serie TV, un episodio (1970)
- Adam-12 – serie TV, un episodio (1970)
- Giovani avvocati (The Young Lawyers) – serie TV, episodio 1x05 (1970)
- Difesa a oltranza (Owen Marshall: Counselor at Law) – serie TV, 2 episodi (1971-1974)
- Lo sceriffo del sud (Cade's County) – serie TV, un episodio (1972)
- Cannon – serie TV, un episodio (1972)
- Le strade di San Francisco (The Streets of San Francisco) – serie TV, 2 episodi (1972-1974)
- Toma – serie TV, un episodio (1974)
- Kojak – serie TV, un episodio (1974)
- McMillan e signora (McMillan & Wife) – serie TV, un episodio (1975)
- Barnaby Jones – serie TV, 3 episodi (1975-1979)
- Il ricco e il povero (Rich Man, Poor Man) – miniserie TV, un episodio (1976)
- Baretta – serie TV, un episodio (1976)
- Wonder Woman – serie TV, 13 episodi (1976-1977)
- Una famiglia americana (The Waltons) – serie TV, 2 episodi (1977-1981)
- Nonno va a Washington (Grandpa Goes to Washington) – serie TV, un episodio (1978)
- Pattuglia recupero (Salvage 1) – serie TV, 6 episodi (1979)
- Quincy (Quincy, M.E.) – serie TV, 3 episodi (1979-1982)
- Galactica – serie TV, un episodio (1980)
- Condominium – serie TV, 2 episodi (1980)
- I predatori dell'idolo d'oro (Tales of the Gold Monkey) – serie TV, un episodio (1982)
- Falcon Crest – serie TV, 6 episodi (1982)
- Cuore e batticuore (Hart to Hart) – serie TV, un episodio (1982)
- Dynasty – serie TV, un episodio (1991)

## Doppiatori italiani
Nelle versioni italiane dei suoi film, Richard Eastham è stato doppiato da:
- Gaetano Verna in Follie dell'anno
- Emilio Cigoli in Toby Tyler
- Renato Turi in F.B.I. - Operazione gatto